# Hellings Mwakasungula
Hellings Mwakasungula (ur. 5 maja 1980 w Lilongwe) – piłkarz malawijski grający na pozycji defensywnego pomocnika.

## Kariera klubowa
Karierę piłkarską Mwakasungula rozpoczął w klubie Silver Strikers. W 2002 roku zadebiutował w jego barwach w pierwszej lidze Malawi. W 2007 roku zdobył z nim FAM Cup. Następnie w tym samym roku odszedł do południowoafrykańskiego zespołu Moroka Swallows FC. W połowie 2008 roku odszedł do Mpumalangi Black Aces, a w 2009 roku grał w Santosie Kapsztad. W połowie tamtego roku wrócił do Malawi, do Silver Strikers Lilongwe. W sezonie 2009/2010 został z nim mistrzem kraju, a w sezonie 2010/2011 - wicemistrzem. W 2011 zakończył karierę.

## Kariera reprezentacyjna
W reprezentacji Malawi Mwakasungula zadebiutował 22 maja 2004 roku w wygranym 2:0 towarzyskim meczu z Zambią, rozegranym w Kitwe. W 2010 roku w Pucharze Narodów Afryki 2010 był podstawowym zawodnikiem i zagrał w 3 meczach: z Algierią (3:0), z Angolą (0:2) i z Mali (1:3). Od 2004 do 2011 rozegrał w kadrze narodowej 32 mecze i strzelił 4 gole.